# Église de la Nativité-du-Christ (Saint-Pétersbourg)
Pour les articles homonymes, voir Église de la Nativité-du-Christ.
L’église de la Nativité-du-Christ (en alphabet cyrillique russe Церковь Рождества Христова на Песка́х) est une église du XVIIIe siècle à Saint-Pétersbourg. Elle a été construite de 1781 à 1787 par l'architecte Piotr Egorov  dans le style du classicisme. Démolie en 1934, un jardin public a été construit à sa place. Elle a été réédifiée en 2017-2020 sur un socle historique.

## Histoire
La première église paroissiale en bois du secteur est apparue en 1753. L'église a été consacrée en l'honneur de la Nativité du Christ. Le nom du temple a donné naissance aux noms de dix rues Rojdestvenski (rebaptisées plus tard « soviétiques »), ainsi que de la partie Rojdestvenskaïa (district de la ville).
Avec la croissance de la population de la paroisse de la Nativité, l'église ne put accueillir tous les venus, c'est pourquoi en 1781 la construction d'une grande église en pierre commença. L'architecte du projet était Piotr Egorov. La nouvelle église de la Nativité a été achevée en 1787. Dans le même temps, la chapelle au nom de Tous les Saints a été consacrée, et un an plus tard - la chapelle de la Nativité de la Vierge. La chapelle principale de la Nativité n'a été consacrée qu'en 1798.
Les iconostases du temple ont été réalisées par des sculpteurs dirigés par I. F. Dunker. Les icônes de l'église ont été peintes par I. I. Belsky, Alexeï Antropov et Ivan Tankov. Les peintures murales ont été réalisées par F. D. Danilov et A. Chtcherbakov. Cependant, en 1850, la disposition intérieure du temple a été considérablement modifiée. Fiodor Solntsev a terminé des projets pour de nouvelles iconostases et Piotr Titov est devenu l'auteur d'une nouvelle peinture murale.
En 1886-1887, selon le projet de l'architecte Ivan Ropet, le bâtiment est remanié, la sacristie et le vestibule sont ajoutés à l'église.
En 1934, les autorités soviétiques démolissent l'église et la remplacent par un jardin public.

## Reconstruction
Dans les années 2010, une discussion s'engage sur la reconstruction de l'église . Le projet a été approuvé par toutes les autorités.
En 2012, la place a été clôturée et les fouilles archéologiques des fondations ont commencé. Fin 2014, l'autorisation a été obtenue pour construire une église sur le même site. Le 8 mai 2015, la croix de culte a été consacrée. Le 17 février 2018, l'évêque de Kronstadt a accompli le rite de consécration de la première pierre de l'église.
Le 1er juin 2019, des croix ont été érigées sur les dômes de l'église reconstruite, marquant que le bâtiment est devenu une église. La cérémonie s'est déroulée en présence de l'évêque Nazaire (Lavrinenko) de Kronstadt, vicaire du diocèse de Saint-Pétersbourg . L'achèvement officiel de l'église reconstruite et la mise en service du bâtiment ont eu lieu en juillet 2020.

## Architecture
En termes de solution volumétrique et spatiale, l'église de la Nativité ressemblait à la cathédrale de la Trinité de la laure Saint-Alexandre-Nevski. Elle était couronnée d'un grand dôme. La façade ouest était soulignée par deux tours symétriques, dont l'une était un beffroi. Au sommet des tours se trouvaient deux flèches raffinées surmontées de croix dorées. Le portail a été conçu sous la forme d'un portique ionique massif avec un fronton, et lors de la construction du fronton, il y avait des colonnes, qui se trouvent au 2e étage. Au XIXe siècle elles ont été remplacés par des pilastres. L'édifice reconstruit reprend l'architecture de son prédécesseur, à l'exception de quelques différences : dans le clocher nord, au lieu d'un escalier, un ascenseur est aménagé, et le style de l'iconostase et de la façade ouest du temple appartient à différentes périodes, qui dans leurs formes actuelles, n'existaient pas simultanément.

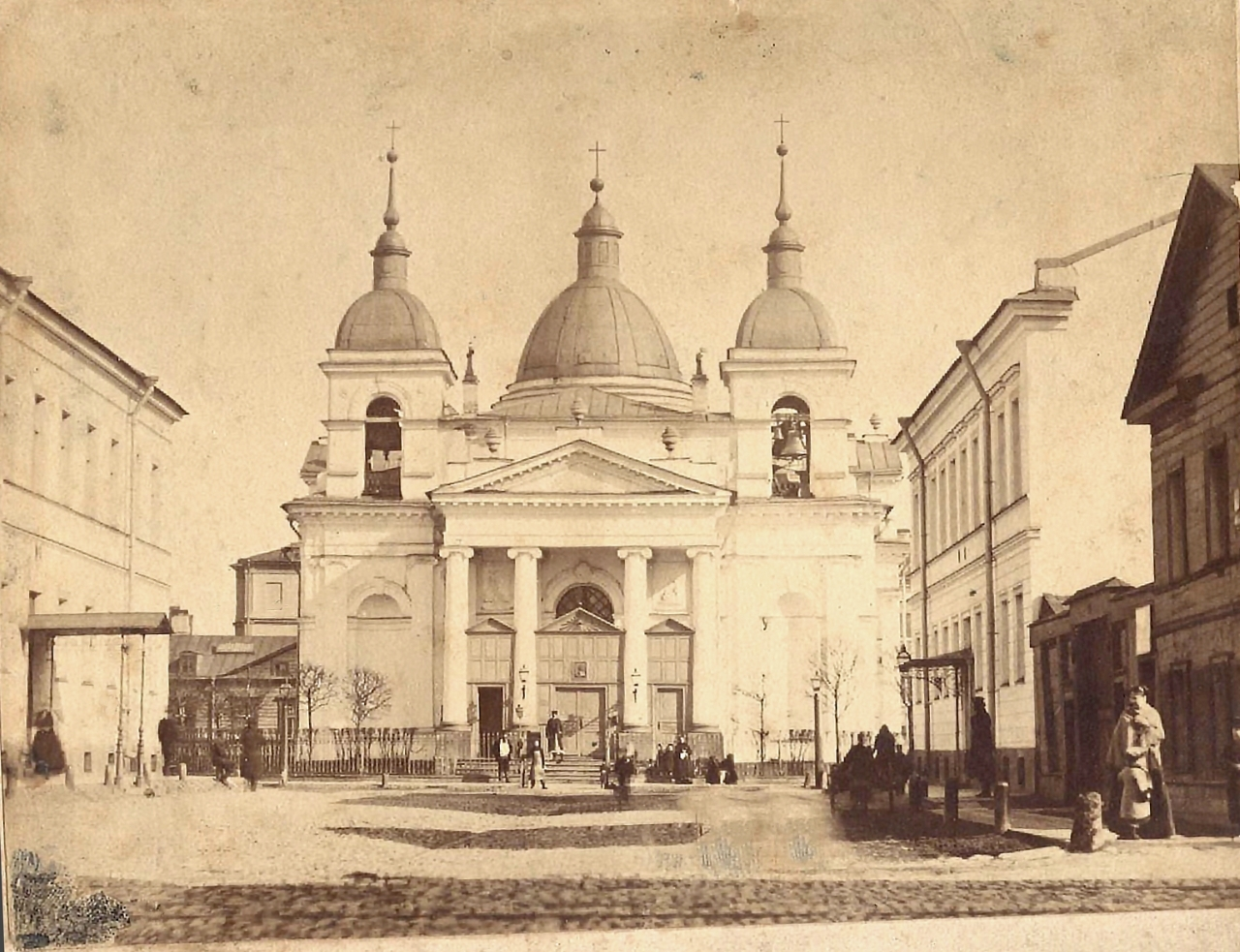
Façade occidentale avant la reconstruction, 1884-1885
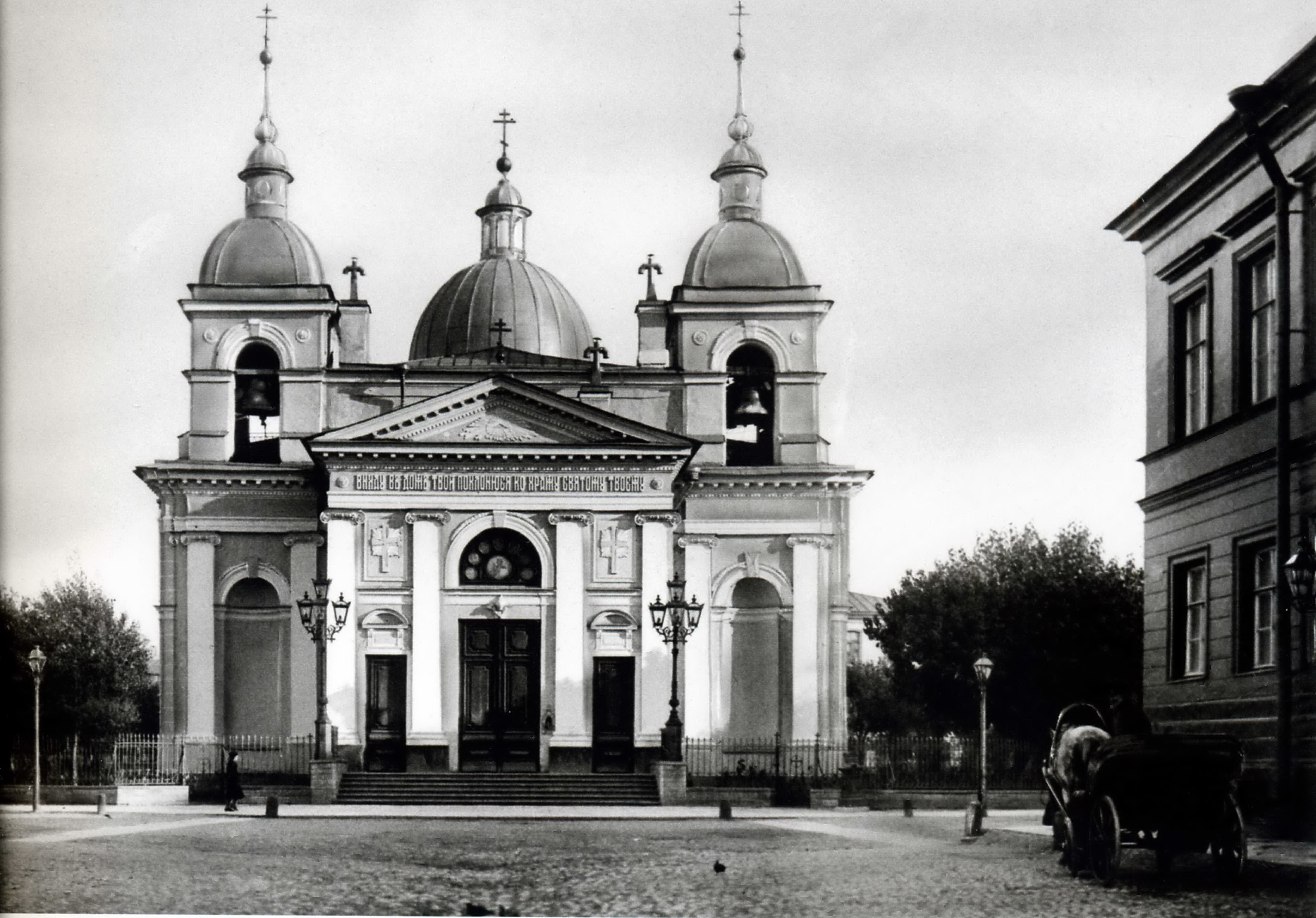
Façade occidentale après reconstruction en 1886-1887.
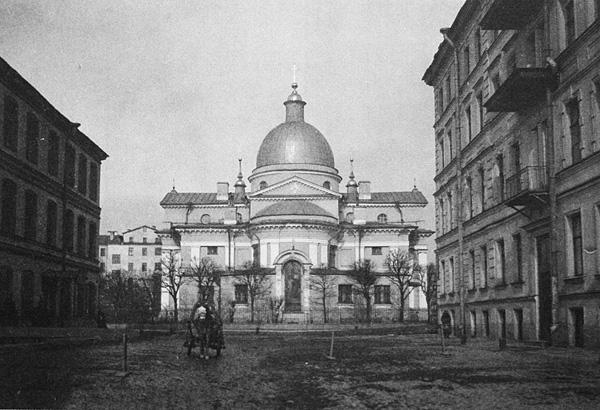
La façade orientale après la reconstruction en 1886-1887.

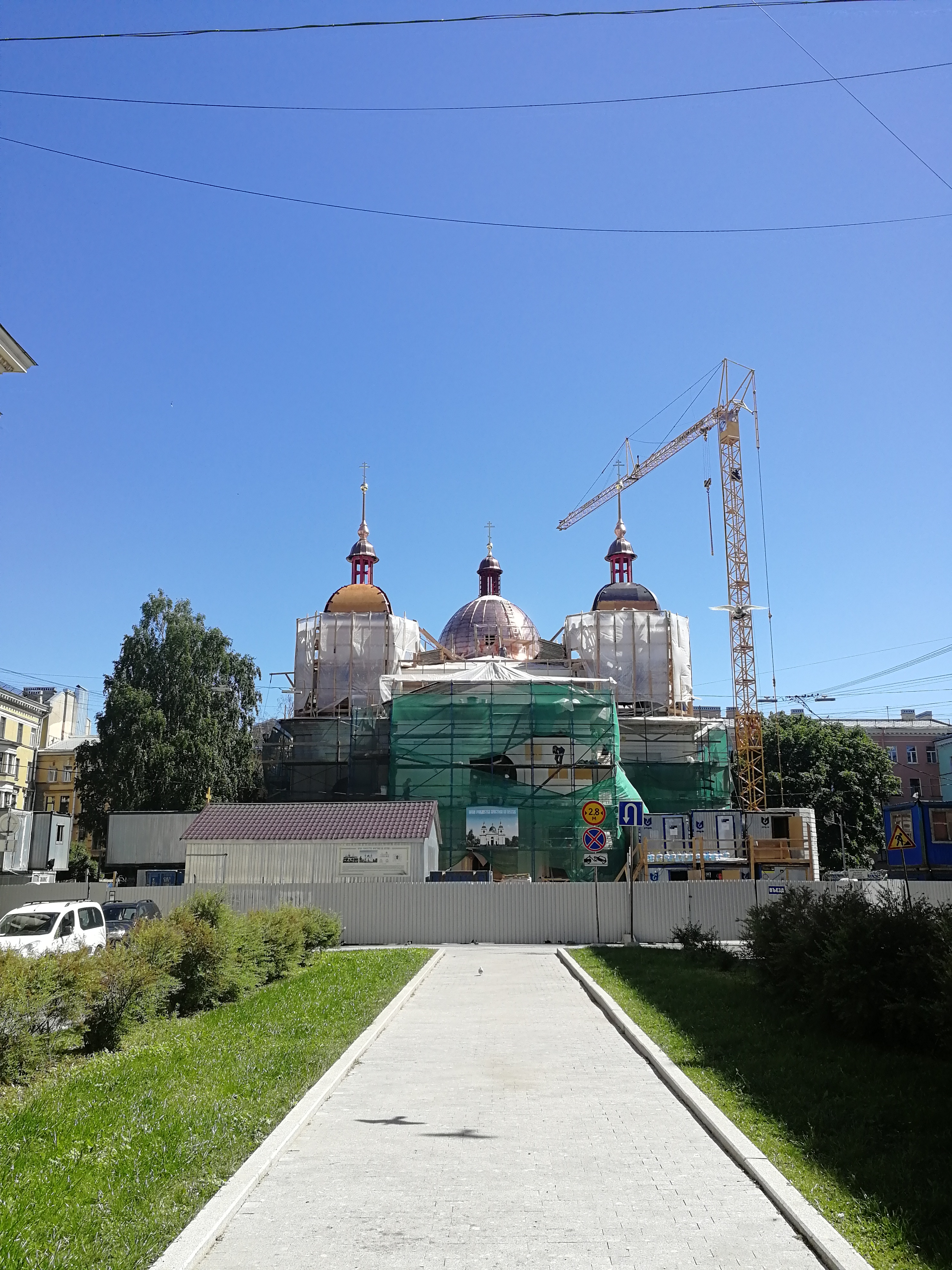
L'édifice reconstruit en 2019
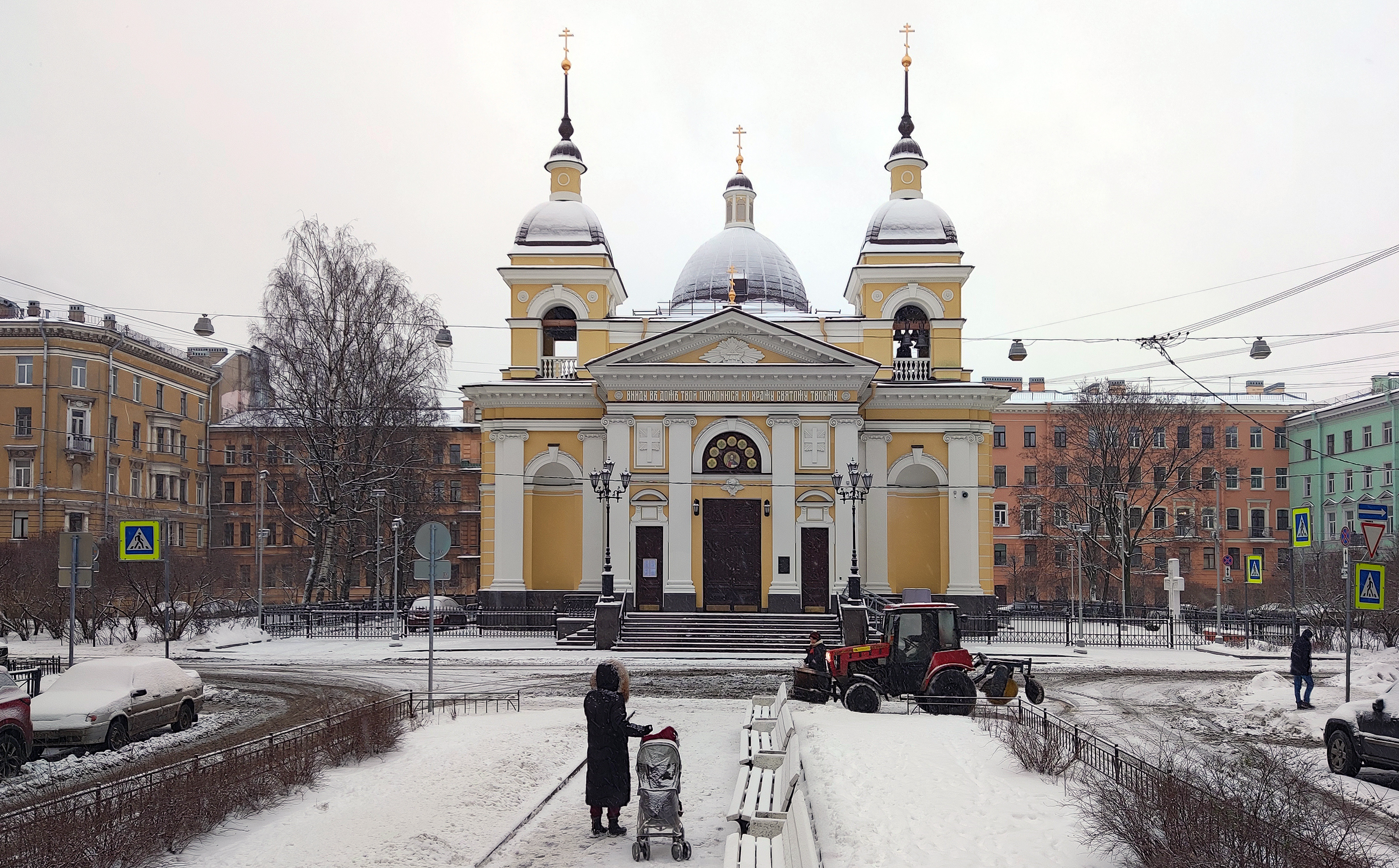
Façade occidentale en 2022.
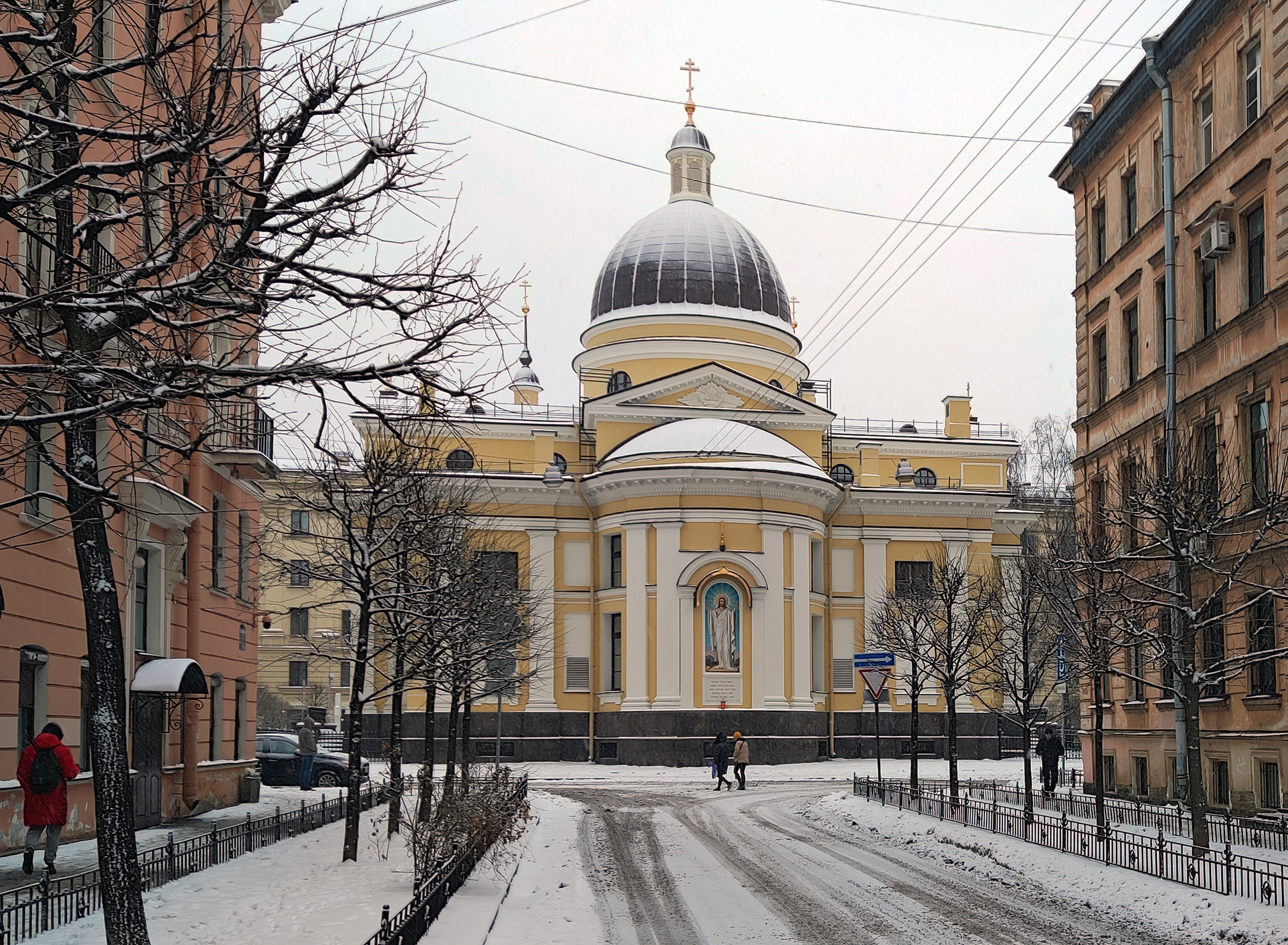
Façade orientale en 2022.